# Lysitermoides makarkini
Lysitermoides makarkini är en stekelart som först beskrevs av Sergey A. Belokobylskij 1996.  Lysitermoides makarkini ingår i släktet Lysitermoides och familjen bracksteklar. Inga underarter finns listade i Catalogue of Life.